# Sélé (fleuve)
Pour les articles homonymes, voir Sélé.
Le Sélé  est un fleuve de la région Campanie en Italie, dans les deux provinces de Salerne et d'Avellino.

## Géographie
De 64 km de longueur[réf. nécessaire], le Sélé prend sa source au mont Paflagone, à une altitude de 420 m, près de la commune de Caposele dans la province d'Avellino. Il ne parcourt que 12 km dans cette province.
Après avoir traversé la strada provinciale 175/b, il a son embouchure dans le golfe de Salerne en mer Tyrrhénienne, entre les deux communes de Capaccio-Paestum au sud et Eboli au nord, dans la province de Salerne.

### Communes traversées
Les principales communes traversées d'aval en amont sont : Eboli, Capaccio Paestum, Albanella, Serre, Campagna, Contursi Terme, Oliveto Citra, Colliano, Senerchia, Valva, Calabritto  et Caposele.

### Bassin versant
Son bassin versant est de 3 223 km2[réf. nécessaire].

## Affluents
Ses principaux affluents sont le Tanagro, le Calore Lucano et le Tenza. 
Il reçoit pour affluents :
- torrente Temete (rg[note 1]),
- vallone della Noce (rg),
- torrente Mezzana (rg),
- torrente Bisigliano (rg),
- Tanagro (it) (rg),
- Calore Lucano (rg),
- torrente Alimenta (rg),
- torrente Lama (rg),
- Rio Zagarone (rd),
- vallone S. Paolo,
- Piceglia (it) (rd),
- Acquabianca (rd),
- vallone Grande (rd),
- torrente Vonghia (rd),
- Trigento (it) (rd),
- Acerra (fleuve) (it) (rd),
- Tenza (it) (rd),
- vallone Telegro (rd),
- canauxi Acque Alte Lignara et Campolungo (rd).

## Hydrologie
En termes de débit moyen, le fleuve Sélé se classe deuxième après le Volturno des rivières du sud de l'Italie. Son module est de 69 m3/s[réf. nécessaire]. Son régime hydrologique est dit pluvial méridional.

## Aménagements et écologie

### Histoire
Dans l'Antiquité, il s'appelait Silarus.
Cette rivière est le lieu de la bataille de Silarus où Hannibal remporte une victoire importante sur les Romains, et c'est aussi le lieu de la bataille dans laquelle Spartacus, chef de la révolte servile contre les Romains, trouve la mort.